# Die goldene Stunde
Die goldene Stunde (Originaltitel: Het gouden uur) ist eine niederländische Thrillerserie der öffentlich-rechtlichen Rundfunkgesellschaft AVROTROS. In den Niederlanden fand die Premiere der Serie am 23. Oktober 2022 auf NPO 3 statt. Im deutschsprachigen Raum erfolgte die Erstveröffentlichung der Serie am 15. Dezember 2023 auf dem Streamingdienst Netflix.

## Handlung
Der Thriller handelt vom eigenwilligen niederländischen Polizeibeamten Mardik Sardagh, der afghanischer Herkunft ist. In Amsterdam werden verschiedene Terroranschläge verübt. Mardik ist den Terroristen auf der Spur und wird dabei mit seiner Vergangenheit konfrontiert. Dabei gerät er selber unter Verdacht. 
Der Begriff „goldene Stunde“ bezieht sich auf die erste Stunde, in der die größte Wahrscheinlichkeit besteht, das Leben eines Opfers zu retten. Im Kontext der Serie symbolisiert der Begriff den Wettlauf gegen die Zeit und die Dringlichkeit der Ermittlungen nach einem Terroranschlag. Zu diesem Zweck arbeiten alle Blaulichtorganisationen (Polizei, Rettungsdienst, Feuerwehr) eng zusammen.

## Besetzung und Synchronisation
Die deutschsprachige Synchronisation entstand nach den Dialogbüchern von Traudel Sperber und Philip Rohrbeck sowie unter der Dialogregie von Traudel Sperber durch die Synchronfirma FFS Film- & Fernseh-Synchron in Berlin.
| Rolle             | Schauspieler         | Synchronsprecher         |
| ----------------- | -------------------- | ------------------------ |
| Mardik Sardagh    | Nasrdin Dchar        | Leonhard Mahlich         |
| Joelle Walters    | Ellen Parren         | Cornelia Waibel          |
| Rayan             | Nabil Mallat         | Jaron Löwenberg          |
| Faysal Taher      | Abbas Fasaei         | Florian Hoffmann         |
| Max               | Yannick de Waal      | Lukas Sperber            |
| Linda Bolmans     | Tamar van den Dop    | Katharina Spiering       |
| Michelle          | Sophie Veldhuizen    | Julia Kaufmann           |
| Malik Fardin      | Payam Madjlessi      | Tayfun Bademsoy          |
| Riad Benmoussa    | Mohammed Azaay       | Nico Mamone              |
| Ilja              | Matteo van der Grijn | Peter Sura               |
| Malcanthi         | Charlene Sancho      | Patrizia Carlucci        |
| Amir              | Amine Bahr           | Fabian Kluckert          |
| Rob               | Peter Post           | Paul Matzke              |
| Hans van Gils     | Bram Coopmans        | Romanus Fuhrmann         |
| Janne Harshagen   | Melody Klaver        | Jessica Rust             |
| Pip               | Altynai van Gompel   | Clara Matthias           |
| Patrick           | Tibor Lukács         | Felix Spieß              |
| Ernesto           | Gustav Borreman      | Florian Clyde            |
| Ans               | Mara van Vlijmen     | Schaukje Könning         |
| Shannon van Aalst | Soumaya Ahouaoui     | Flavia Vinzens           |
| Willem            | Bas Keijzer          | Achim Buch               |
| Kenza             | Fadua El Akchaoui    | Elisa Bannat             |
| Husna             | Parmis Amini         | Özge Kayalar             |
| Sheila            | Ziarah Janssen       | Jessica Walther-Gabory   |
| Hakim             | Omar Ahaddaf         | Tim Moeseritz            |
| Maria             | Rick Nicolet         | Frauke Poolman           |
| Bart              | Jip van den Dool     | Karim Khawatmi           |
| Benthe            | Cripta Scheepers     | Jodie Blank              |
| Wilfred           | Kees Hulst           | Elmar Gutmann            |
| Liesbeth          | Delilah van Eyck     | Vanessa Frankenbach      |
| Seema             | Kobra Nowdararpour   | Gabriele Schramm-Philipp |
| Barbara           | Barbara Pouwels      | Agnes Hilpert            |
| Selena            | Zoë Love Smith       | Amelie Plaas-Link        |
| Elise             | Anne Lamsvelt        | Eva Thärichen            |
| Reza              | Siawaash Cyrroes     | Tobias Diakow            |
| Theo              | Menno Van Beekum     | Hans Hohlbein            |
| Johan             | Aus Greidanus Jr.    | Ulrich Blöcher           |
| Carien ten Have   | Carien ten Have      | Nadine Heidenreich       |
| Carlito           | Patrick Mathurin     | Michael Raphael Klein    |
| Robin             | Anna Anagnostopoulou | Mina Chamlali            |
| Alain             | Toussaint Colombani  | Sebastian Kluckert       |
| Jean-Marc         | Dries Vanhegen       | Dirk Bublies             |
| Rudy              | Jasper Stoop         | Sascha Werginz           |
| Nadia             | Peggy Meulman        | Regina Gisbertz          |

## Episodenliste
| Nr. | Deutscher Titel | Originaltitel        | Erstausstrahlung (Niederlande) | Deutschsprachige Erstveröffentlichung (D/A/CH) |
| --- | --------------- | -------------------- | ------------------------------ | ---------------------------------------------- |
| 1   | Folge 1         | Het gouden uur       | 23. Okt. 2022                  | 15. Dez. 2023                                  |
| 2   | Folge 2         | Schokkende meldingen | 23. Okt. 2022                  | 15. Dez. 2023                                  |
| 3   | Folge 3         | Op de vlucht         | 30. Okt. 2022                  | 15. Dez. 2023                                  |
| 4   | Folge 4         | Bruut geweld         | 6. Nov. 2022                   | 15. Dez. 2023                                  |
| 5   | Folge 5         | Kat en muis          | 13. Nov. 2022                  | 15. Dez. 2023                                  |
| 6   | Folge 6         | De grote klap        | 20. Nov. 2022                  | 15. Dez. 2023                                  |

## Auszeichnungen und Nominierungen
| Jahr | Auszeichnung  | Kategorie                                | Für                | Resultat | Ref.  |
| ---- | ------------- | ---------------------------------------- | ------------------ | -------- | ----- |
| 2023 | Rockie Awards | Beste nicht-englischsprachige Dramaserie | Die goldene Stunde | Gewonnen | [ 5 ] |